# FOMA
Il FOMA (acronimo di Freedom Of Mobile multimedia Access) è uno degli standard 3G che utilizzano l'interfaccia trasmissiva W-CDMA.
Realizzato dalla giapponese NTT DoCoMo, opera sia a commutazione di circuito (fino a 64 kb/s) sia a pacchetto (fino a 384 kb/s).
Lo standard FOMA non è compatibile con altre implementazioni 3G come l'UMTS.